# FBXO6
FBXO6‏ (F-box protein 6) هوَ بروتين يُشَفر بواسطة جين FBXO6 في الإنسان.